# Polyrhachis flavibasis
Polyrhachis flavibasis é uma espécie de formiga do gênero Polyrhachis, pertencente à subfamília Formicinae.